# Bishopiana
Bishopiana là một chi nhện trong họ Linyphiidae.